# پوپو (بازیکن فوتبال، زاده ۱۹۸۸)
پوپو (انگلیسی: Popo؛ زادهٔ ۲۱ ژانویهٔ ۱۹۸۸) بازیکن فوتبال اهل اسپانیا است.
از باشگاه‌هایی که در آن بازی کرده‌است می‌توان به باشگاه فوتبال مالاگا و باشگاه فوتبال اتلتیکو مادرید بی اشاره کرد.
وی همچنین در تیم ملی فوتبال زیر ۱۹ سال اسپانیا بازی کرده‌است.